# Aftonposten (Göteborg)
Aftonposten var en kvällstidning utgiven i Göteborg från 2 januari 1951 till 31 december 1956. Den fullständiga titeln för tidningen var bara "Aftonposten". Under 1951 skedde utgivningen 6 dagar i veckan för att därefter utkomma alla dagar i veckan. Tidningen utkom under 1951 kvällstid men sedan 1952-1956 på eftermiddagen.
Tidningen hade föregångaren Göteborgs Morgonpost som lades ned 1950. Tidningen gav ut de periodiska bilagorna Motor-extra på onsdagar under 1956 och Lördagsextra under oktober till december 1956.

## Redaktion
Redaktionsort för tidningen var hela tiden Göteborg. Politiskt sympatiserade tidningen med högerpartiet.
| Period                 | Ansvarig utgivare   | Period                 | Redaktör                  |
| 1951-01-02--1953-02-28 | Nydahl, Carsten     | 1951-01-02--1951-10-31 | ingen uppgift             |
| 1953-02-02--1953-04-07 | Lundholm, Börje stf | 1951-11-01--1953-02-28 | Gustav Nydahl             |
| 1953-04-08--1955-01-23 | Zetterberg, Tore    | 1953-02-02--1954-12-14 | Westerberg, Erik red chef |
| 1955-01-24--1956-02-14 | Steinorth, Axel     | 1954-12-15--1955-01-23 | Steinorth, Axel red chef  |
|                        |                     | 1955-01-24--1956-02-14 | Steinorth, Axel           |
|                        |                     | 1955-02-15--1956-12-31 | Magnusson, Erik           |

Förlaget hette Tryckeriaktiebolaget Otterhall Göteborg. Tryckeri var Tryckeriaktiebolag Otterhall i Göteborg hela utgivningstiden. Tidningen trycktes på en rotationspress. Tidningen trycktes bara med svart med antikva som typsnitt. Satsytan var 51 x 35 cm och tidningen hade 12-16 sidor. Upplagan var 1952 18 500 vardagar och 28 100 söndagar. Den ökade till 34 300 vardagar 1956 och 43 700 söndagar. Pris var 35 kr 1952 och sedan 1953-1956 38 kronor.
Tidningens historia behandlas av Lars-Åke Engblom i uppsatsen Konkurrensen mellan Aftonposten och Göteborgs-Tidningen som ingår i Konkurrens och förnyelse / [ed] Karl Erik Gustafsson & Per Rydén, Göteborg: Nordicom-Sverige , 2000, s. 43-61